# Paula van der Oest
Paula van der Oest (Laag-Soeren, 30 novembre 1964) è una regista e sceneggiatrice olandese. Nel 2003 il suo film Zus & Zo è stato candidato all'Oscar al miglior film straniero.

## Filmografia parziale
- Zinderend (1988)
- Coma (1994)
- Achilles en het zebrapad (1995)
- Always yours, for never (1996)
- De nieuwe moeder (1996)
- Smakeloos (1997)
- De trip van Teetje (1998)
- Link spel (1999)
- Zus & Zo (2001)
- Moonlight (2002)
- Madame Jeanette (2004)
- Verborgen gebreken (2004)
- Tiramisu (2008)
- Wijster (2008)
- Black Butterflies (2011)
- Mixed Up (2011)
- The Domino Effect (2012)
- Lucia de B. (2014)
- La baia del silenzio (The Bay of Silence) (2020)